# Оззі Осборн
О́ззі О́сборн (англ. Ozzy Osbourne; справжнє ім'я Джо́н Ма́йкл О́сборн (англ. John Michael Osbourne); 3 грудня 1948, Марстон Грін, Велика Британія — 22 липня 2025, Джорданс, Велика Британія) — англійський рок-музикант, співак, автор пісень та медійна особистість. Він став відомим у 1970-х роках як вокаліст гурту «Black Sabbath», в цей період він отримав прізвисько «Принц темряви». Культова фігура у розвитку та один із засновників і популяризаторів музичного напрямку хеві-метал.
Осборн став одним із засновників Black Sabbath у 1968 році і виконував вокальні партії з їхнього однойменного дебютного студійного альбому 1970 року до альбому Never Say Die! 1978 року. Гурт справив значний вплив на розвиток хеві-метал музики, зокрема їхні релізи Paranoid (1970), Master of Reality (1971) та Sabbath Bloody Sabbath (1973), які отримали визнання критиків. Осборн був звільнений з Black Sabbath у 1979 році через проблеми з алкоголем та іншими наркотиками. Потім він розпочав успішну сольну кар'єру з Blizzard of Ozz у 1980 році і випустив 13 студійних альбомів, перші сім з яких отримали мультиплатинові сертифікати в США. Кілька разів возз'єднувався з Black Sabbath. Він знову приєднався до гурту у 1997 році і допоміг записати останній студійний альбом гурту, 13 (2013), перш ніж вони вирушили у прощальний тур, який завершився виступом у рідному Бірмінгемі у 2017 році.
Осборн продав понад 100 мільйонів альбомів, включаючи його сольні роботи та релізи Black Sabbath. Він був введений до Зали слави рок-н-ролу як учасник Black Sabbath у 2006 році та як сольний виконавець у 2024 році. Він також був включений до Зали слави британської музики як сольно, так і разом з Black Sabbath у 2005 році. Він був удостоєний зірок на Голлівудській алеї слави та Бірмінгемській алеї зірок. На церемонії MTV Europe Music Awards 2014 року він отримав нагороду Global Icon Award. У 2015 році він отримав нагороду Айвора Новелло за життєві досягнення від Британської академії авторів пісень, композиторів і авторів.
На початку 2000-х років Осборн став зіркою реаліті-шоу, коли з'явився в реаліті-шоу MTV «The Osbournes» разом зі своєю дружиною та менеджером Шерон і двома їхніми дітьми, Келлі та Джеком. Разом з Джеком і Келлі він знявся в телесеріалі «Ozzy & Jack's World Detour». 5 липня 2025 року Осборн виступив зі своїм останнім шоу на концертному заході Back to the Beginning на тлі тривалої боротьби з хворобою, оголосивши на початку року, що це буде його останній живий виступ, хоча він мав намір продовжувати записувати музику. Він помер пізніше того ж місяця 22 липня 2025 року.

## Дитинство
Оззі був четвертою дитиною з шести дітей у бідній робітничій сім'ї. З дитинства Джон цікавився музикою: мати грала на піаніно та вчила грати своїх дітей. Батько-алкоголік бив матір, унаслідок чого характер Джона з дитинства був дуже складний — він часто бився з однолітками та погано вчився. Прізвисько «Ozzy» він отримав ще у школі, за те що любив читати книжку «Чарівник країни Оз». У 15 років Джона виключили зі школи, і він був змушений шукати собі роботу. Оззі працював різником, а також був копачем могил на цвинтарі, але оскільки заробіток від чесної праці був мізерним, він спробував заробляти на життя крадіжками, і незабаром був спійманий та декілька місяців відсидів у тюрмі, де зробив собі на пальцях відоме татуювання «OZZY». Усі ці події надалі вплинули на його творчість.

## Творчість
Вийшовши з тюрми, Оззі вирішив спробувати себе на музичній сцені. Він виступав вокалістом із кількома групами, але успіху вони не мали.

### Black Sabbath
Разом із Тоні Айоммі (гітара), Теренсом «Ґізером» Батлером (бас-гітара), Біллом Вордом (ударні) заснував гурт, який виступав під різними назвами: Polka Tulk Blues Band і Earth. 1968 року вони змінили назву на Black Sabbath, за назвою фільму жахів, який демонструвався у кінотеатрах, та концепції гри. Тоні Айоммі побачивши чергу за квитками на фільм жахів, вирішив, оскільки люди готові платити гроші за жахи на екрані — можна спробувати створити щось подібне й на сцені. Відтоді музика гурту стала похмурою та важкою. Це принесло гурту успіх, а винятковий вокал Оззі слугував команді за візитівку.

### Сольна кар'єра

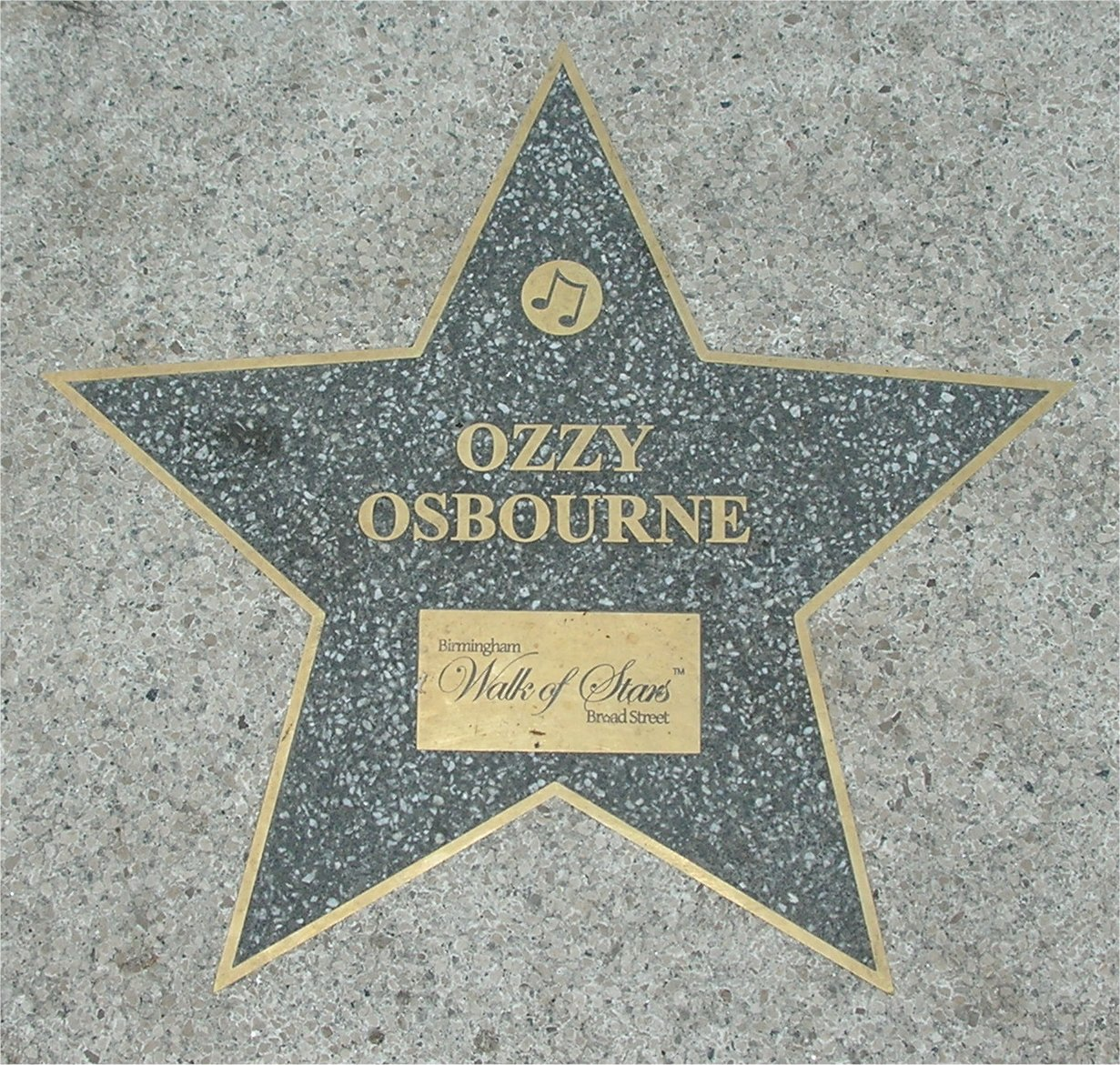
Зірка Оззі Осборна у Бірмінгемі

1979 року Оззі пішов із гурту і розпочав успішну сольну кар'єру. Він виїхав з Англії та оселився у Каліфорнії (Сан-Франциско). Там він зібрав гурт для запису першого альбому. До його складу увійшли клавішник Дон Ейрі, гітарист Ренді Роудс та колишні учасники Uriah Heep — ударник Лі Керслейк та басист Боб Дейзлі. У середині 1980-х років вийшов альбом Blizzard of Ozz. Матеріал альбому дуже нагадував музику Black Sabbath. Наступного року Оззі оновив склад гурту, взявши замість Лі Керслейка та Боба Дейзлі, які повернулися до Uriah Heep, басиста Руді Сарзо та ударника Томі Олдриджа. Альбом, який вийшов у 1981 — The Diary of a Madman вважається одним із найкращих у творчості Осборна. Після виходу другого альбому на одному з концертів Оззі Осборн мав випустити у небо двох голубів. Одного голуба Оззі відпустив, а іншому відкусив голову. Після цього він потрапив до шпиталю, та був вимушений зробити собі щеплення від сказу. Через цей інцидент Оззі був звинувачений християнами у сатанізмі.
1982 року Оззі побрався з Шарон Арден, дочкою власника студії звукозапису Jet Records. Того ж року внаслідок нещасного випадку загинув гітарист гурту та друг Осборна, Ренді Роудс. Після цього Оззі Осборн впав у тривалу депресію. Альбом, який він готував разом зі своїм гітаристом, у той рік не вийшов. Замість нього колективом було випущено концертний альбом Speak Of The Devil, що повністю складався з напрацювань часів Black Sabbath. Це стало приводом для конфлікту між лідером Black Sabbath Тоні Айоммі та Оззі Осборном, оскільки автором усіх композицій альбому Оззі вказав лише себе.
1983 року Осборн запросив до гурту гітариста Джейка Лі та випустив студійний альбом Bark at the Moon. Це був перший альбом, в якому весь музичний та текстовий матеріал (за винятком аранжувань) був написаний виключно Оззі без допомоги інших музикантів. Під час записування деяких композицій гурту допомагав струнний оркестр Льюїса Кларка, що до того співпрацював з ELO. Наступні два роки стали для Осборна кризовими, внаслідок зловживання алкоголем та наркотиками він був вимушений пройти курс лікування у клініці Bett Ford. До музики він повернувся в 1985 році. Він змінив склад свого гурту, залишивши тільки гітариста та наступного року випустив альбом The Ultimate Sin. Після цього музиканти почали турне на підтримку платівки. Наступного року Оззі видав альбом присвячений Ренді Роудсу, що загинув. У альбом увійшли їх концертні записи. Платівка отримала назву «Randy Roads Tribute», усі прибутки від продажу платівки музиканти разом із матір'ю Ренді Роудса витратили на благодійність. Того ж року з гурту пішов Джейк Лі, на місце якого став молодий гітарист Закк Вайлд. 1988 року вийшов альбом No Rest for the Wicked, що був досить успішним. Того ж року дружина Оззі Шерон стає менеджером гурту та допомагає чоловікові позбавитися від алкогольної залежності. Але після цього у творчості Осборна почалася тривала криза. Відмовившись від алкоголю він втратив інтерес і до концертної діяльності. Повернення музиканта відбулося 1995 року з альбомом Ozzmosis. Він зібрав блискучий гурт у який увійшли Стів Вей (гітара), Закк Вайлд (гітара), Дін Кастранова (ударні) та Тері Батлер (бас-гітара). Віртуозна гра Стіва Вея додала альбому мелодійності та сентиментальності, що не є властивими іншим альбомам Осборна. Цей альбом став одним із найкращих у творчому доробку музики.
20 жовтня 2024 року Джек Блек ввів легендарного Оззі Осборна в Зал слави рок-н-ролу, як сольного виконавця, до цього Оззі вже був відзначений у Залі разом із Black Sabbath: «Водопровідник, наладчик автомобільних гудків, працівник бойні, найвидатніший фронтмен в історії рок-н-ролу — Ozzy Osbourne».

## Інша діяльність

### Випадок з кажаном
20 січня 1982 року Осборн відкусив голову кажану, яку він вважав гумовою, під час виступу в Аудиторії Меморіалу ветеранів у Де-Мойні, штат Айова. Згідно зі статтею «Rolling Stone» 2004 року, кажан на той момент був живий, однак 17-річний Марк Ніл, який кинув його на сцену, сказав, що його принесли на шоу мертвим. За словами Осборна в брошурі до видання «Щоденника божевільного» за 2002 рік, кажан був не тільки живий, але й зумів його вкусити, в результаті чого Осборна лікували від сказу. 20 січня 2019 року Осборн відзначив 37-му річницю інциденту з кажаном, запропонувавши іграшку «Плюшевий кажан Оззі» зі зйомною головою для продажу у своєму особистому веб-магазині. Сайт заявив, що перша партія іграшок була розпродана за кілька годин.

### Фестиваль Оззфест
Є засновником музичного щорічного фестивалю Ozzfest, на який запрошують найпопулярніші рок та метал гурти.

### Шоу «Родина Осборнів»
У 2002—2004 роках разом зі своєю родиною брав участь у зйомках шоу «Родина Осборнів».

### Підтримка України
У 2022 році підтримав Україну, після повномасштабного російського вторгнення Україну.

## Вплив на рок-музику
Оззі Осборна називають «Величним та страхітливим» (за аналогією до персонажа з книги «Чарівник країни Оз»). Величний — тому що він є одним із засновників важкого металу, як напрямку рок-музики, а страхітливим його називають завдяки шокуючим сценічним шоу у стилі Еліса Купера.

## Смерть
Менш ніж за три тижні до смерті Оззі Осборн востаннє вийшов на сцену під час прощального концерту на стадіоні «Villa Park» у рідному місті Бірмінгемі. Виступаючи сидячи на троні через погіршення здоров'я, він звернувся до фанів: «Ви не уявляєте, що я відчуваю — дякую вам від щирого серця». Повідомлялося, що останні роки Оззі Осборн мав суттєві проблеми зі здоров'ям — у нього діагностували хворобу Паркінсона, а також ускладнення після падіння у 2019 році. Через це він скасував декілька концертних турів, але у 2022 році вийшов на сцену під час закриття Ігор Співдружності у Бірмінгемі. Помер 22 липня 2025 року.

## Дискографія

### Сольні альбоми
- Blizzard of Ozz (1980)
- Diary of a Madman (1981)
- Bark at the Moon (1983)
- The Ultimate Sin (1986)
- No Rest for the Wicked (1988)
- No More Tears (1991)
- Ozzmosis (1995)
- Down to Earth (2001)
- Under Cover (2005)
- Black Rain (2007)
- Scream (2010)
- Ordinary Man (2020)
- Patient Number 9 (2022)

### Концертні альбоми
- Speak of the Devil (1982)
- Tribute (1987)
- Live & Loud (1983)
- Live At Budokan (2002)

### Збірки
- The Ozzman Cometh (1997)
- The Essential Ozzy Osbourne (2003)
- Prince Of Darkness (2005)

### Мініальбоми
- Mr Crowley Live EP (1980)
- Just Say Ozzy (1990)
- iTunes Festival: London 2010 (2010)